# Asio madagascariensis
Bufo-malgaxe ou mocho-de-madagáscar (Asio madagascariensis) é uma espécie de ave estrigiforme pertencente à família Strigidae.